# Třída Holm
Třída Holm je třída plavidel dánského královského námořnictva. Celkem bylo postaveno šest jednotek, které slouží pro různé úkoly. Jde o dvě výzkumné lodě, dvě cvičné lodě a dvě minolovky, využívané v případě potřeby též jako podpůrné lodě.

## Pozadí vzniku
Šest plavidel této třídy postavila dánská loděnice ndborg Skibsværft ve Skagenu.
Jednotky třídy Holm:
| Jméno           | Role     | Spuštěna          | Vstup do služby   | Status  |
| --------------- | -------- | ----------------- | ----------------- | ------- |
| Birkholm (A541) | výzkumná | 10. prosince 2005 | 27. ledna 2006    | aktivní |
| Fyrholm (A542)  | výzkumná | 5. srpna 2006     | 21. prosince 2006 | aktivní |
| Ertholm (A543)  | cvičná   | 25. března 2006   | 8. května 2006    | aktivní |
| Alholm (A544)   | cvičná   | 6. ledna 2007     | 7. února 2007     | aktivní |
| Hirsholm (MSD5) | podpůrná | 5. června 2007    | 29. června 2007   | aktivní |
| Saltholm (MSD6) | podpůrná | 3. listopadu 2007 | 28. března 2008   | aktivní |

## Konstrukce

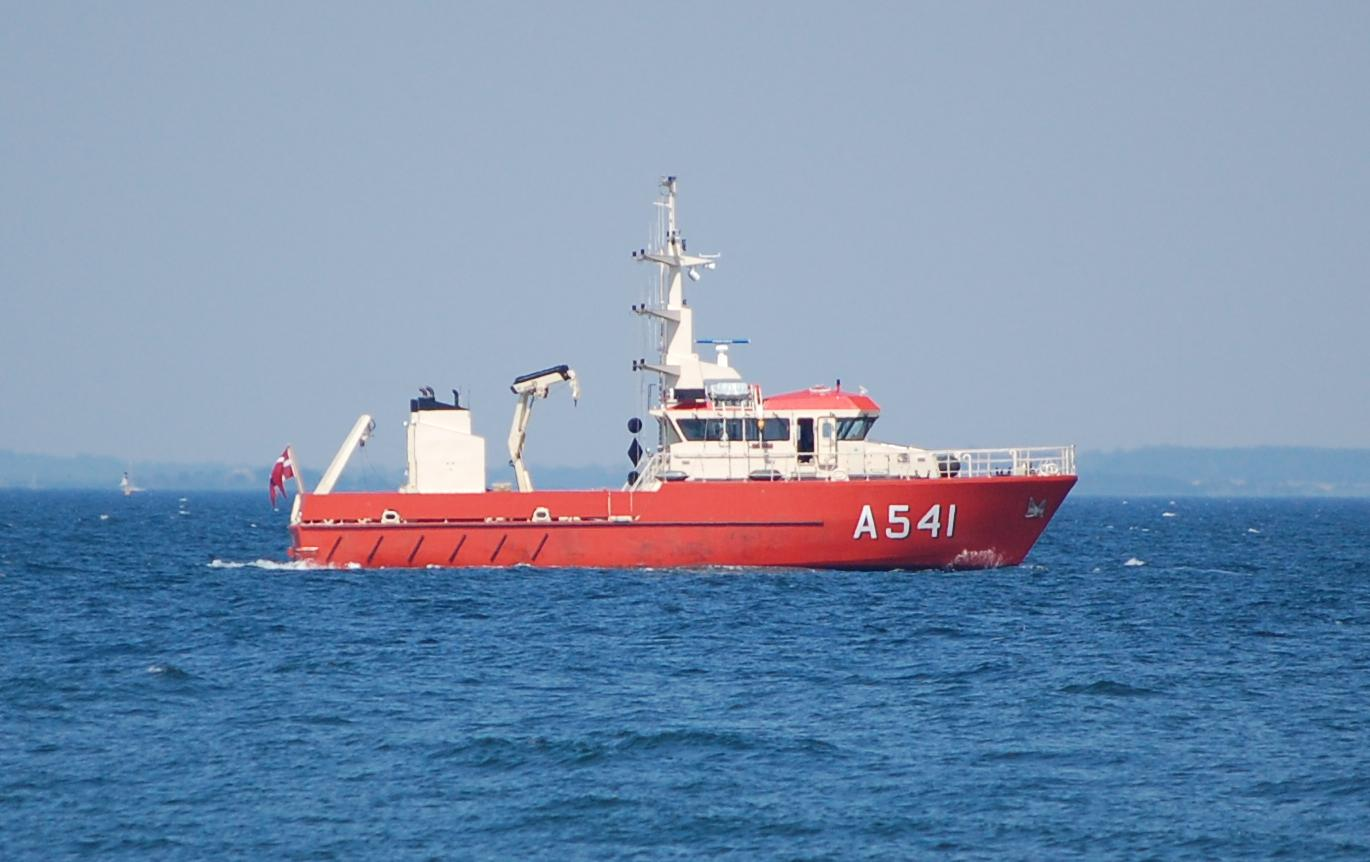
Birkholm (A541)

Pohonný systém tvoří dva diesely Scania DC 16, každý o výkonu 375 kW, roztáčející dva lodní šrouby. Nejvyšší rychlost dosahuje 13 uzlů. Dosah je 600 námořních mil při rychlosti 10 uzlů.